# 杰克逊广场 (新奥尔良)

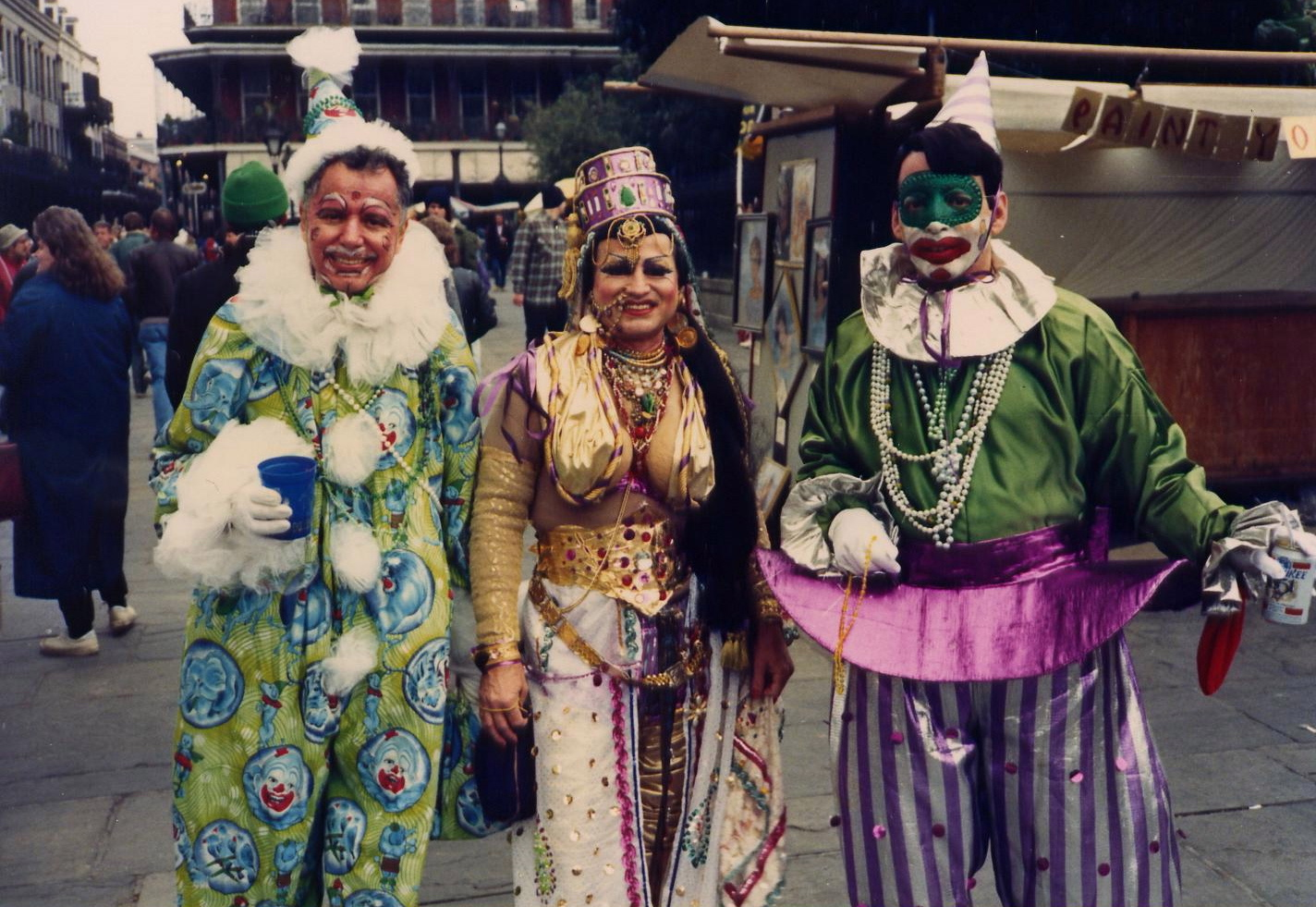
狂欢节狂欢者

杰克逊广场（Jackson Square）位于美国南部城市新奥尔良的法国区，四周分别是迪凯特街、圣彼得街、圣安妮街和沙特尔街。在1960年宣布为国家历史地标。

## 设计
杰克逊广场模仿了法国巴黎著名的孚日广场，设计者为Louis H. Pilié。它大约为一个街区的规模。

## 历史
早期的法国殖民地新奥尔良最初就环绕着这个广场，当时被称为Place d' Armes。1815年新奥尔良战役后，改名为杰克逊广场，以获胜的美国将军安德鲁·杰克逊命名。广场中心是1856年树立的杰克逊骑马雕像，在美国共有四尊相同的雕像，另外几尊位于纳什维尔和华盛顿。
广场原本隔迪凯特街（Decatur Street）便是密西西比河，但是视线为19世纪修筑的高大的防洪堤所阻。河滨为航运码头占据。20世纪，兰德鲁市长在防洪堤上建立了景观长廊，命名为"Moon Walk"。
在广场的北侧，是三个18世纪的历史建筑，是殖民时代城市的心脏。这三个建筑的中心是新奥尔良圣路易主教座堂。主教座堂被教宗保禄六世指定为宗座圣殿。主教座堂左侧是旧市政厅，现在是一个博物馆，路易斯安納購地的最终版本在此签署。主教座堂右侧是神父住宅，在19世纪初，被改为市政厅，在20世纪成为一个博物馆。广场的两侧是建于1840年代的4层红砖建筑Pontalba Buildings，底层为商店和餐馆，上层为北美最古老的连续出租的公寓。广场西南侧为杰克逊酿酒厂，东南侧则是24小时开业的世界咖啡馆，以牛奶咖啡著称。
在18世纪和19世纪初，广场是公开处决不听话的奴隶的主要地点。1811德国海岸起义后，3个奴隶吊死在这里。他们的头放在城门上。
在美國重建時期，广场用作军械库。在有争议的1872年州长竞选之后发生的起义期间，1873年3月，在此发生了杰克逊广场争斗。约翰·麦纳带领数千人，控制州长办公室和军械库几天之久，在联邦部队到来之前撤退。
从1920年代到1980年代，广场聚集了画家，有才华的年轻的艺术系学生和业余爱好者。1990年代初，广场附近除了画家，音乐家和街头艺人，开始聚集占卜师。广场已举办数百次现场音乐会。